# Championnats du monde de trampoline 1999
Navigation
Édition précédente Édition suivante
Les 21e Championnats du monde de trampoline se déroulent à Sun City (Afrique du Sud) du 30 septembre 1999 au 3 octobre 1999.

## Résultats

### Hommes

#### Trampoline individuel
| Rang | Gymnaste             | Pays        | Points |
| ---- | -------------------- | ----------- | ------ |
|      | Aleksandr Moskalenko | Russie      | 111.0  |
|      | Nikolai Kazak        | Biélorussie | 109.5  |
|      | David Martin         | France      | 107.5  |
| 4    | Dmitri Poliarouch    | Biélorussie | 107.2  |
| 5    | Ji Wallace           | Australie   | 106.5  |
| 6    | Aleksandr Chernonos  | Ukraine     | 104.7  |
| 7    | Sergei Lachev        | Russie      | 104.7  |
| 8    | Alan Villafuerte     | Pays-Bas    | 79.6   |

#### Trampoline par équipe
| Rang | Pays        | Gymnastes                                                             | Points |
| ---- | ----------- | --------------------------------------------------------------------- | ------ |
|      | Russie      | Alexander Russakov German Knytchev Alexander Moskalenko Sergei Iachev | 119.4  |
|      | Allemagne   | Michael Serth Markus Kubicka Henrik Stehlik Stefan Reithofer          | 115.7  |
|      | Canada      | Ben Snape Chris Mitruk Mathieu Turgeon Michel Greene                  | 115.5  |
| 4    | France      | Sébastien Laïfa Guillaume Bourgeon David Martin Emmanuel Durand       | 114.3  |
| 5    | Biélorussie | Vladimir Kakorko Nikolai Kazak Dmitri Poliarouch                      | 88.3   |

#### Trampoline synchro
| Rang | Gymnaste                             | Pays        | Points |
| ---- | ------------------------------------ | ----------- | ------ |
|      | Aleksandr Moskalenko German Knychev  | Russie      | 135.50 |
|      | Nikolai Kazak Vladimir Kakorko       | Biélorussie | 134.80 |
|      | Sergei Bukovtsev Alexanndr Chernonos | Ukraine     | 132.20 |
| 4    | Daisuke Nakata Keita Sugai           | Japon       | 129.5  |
| 5    | Michael Serth Stefan Reithofer       | Allemagne   | 128.90 |
| 6    | David Popkin Ryan Weston             | États-Unis  | 127.00 |
| 7    | Michel Greene Chris Mitruk           | Canada      | 126.80 |
| 8    | Joao Marques Nuno Lico               | Portugal    | 118.90 |

#### Tumbling
| Rang | Gymnaste            | Pays        | Points |
| ---- | ------------------- | ----------- | ------ |
|      | Levon Petroian      | Russie      | 85.90  |
|      | Alexei Kryjanovski  | Russie      | 85.10  |
|      | Robert Small        | Royaume-Uni | 83.71  |
| 4    | Martin Jyde Nielsen | Danemark    | 82.53  |
| 5    | Brad Davis          | États-Unis  | 81.27  |
| 6    | Alexandre Dechanet  | France      | 81.27  |
| 7    | Ross Gibson         | Royaume-Uni | 80.77  |
| 8    | Tomasz Kies         | Pologne     | 77.87  |

#### Tumbling par équipe
| Rang | Pays"       | Gymnastes                                                            | Points |
| ---- | ----------- | -------------------------------------------------------------------- | ------ |
|      | Russie      | Aleksey Kryzhanovskiy Levon Petrosian Denis Serdyukov Daniel Avakyan | 87.60  |
|      | France      | Alexandre Dechanet Nicolas Divry Nicolas Fournials Christopher Gigou | 84.50  |
|      | Royaume-Uni | Robert Small Ross Gibson Robert Proctor Richard Barker               | 83.80  |
| 4    | Danemark    |                                                                      | 82.44  |
| 5    | États-Unis  |                                                                      | 81.44  |

#### Double mini-trampoline
| Rang | Gymnaste       | Pays             | Points |
| ---- | -------------- | ---------------- | ------ |
|      | Chris Mitruk   | Canada           | 25.00  |
|      | Jorg Gehrke    | Allemagne        | 24.53  |
|      | Rodolfo Rangel | Brésil           | 24.33  |
| 4    | Nuno Merino    | Portugal         | 23.86  |
| 5    | Justin Dougal  | Nouvelle-Zélande | 22.87  |
| 6    | Ryan Weston    | États-Unis       | 22.60  |
| 7    | Mark Griffith  | États-Unis       | 22.47  |
| 8    | Nils Melkerud  | Suède            | 22.00  |

#### Double mini-trampoline par équipe
| Rang | Pays             | Gymnastes                                                     | Points |
| ---- | ---------------- | ------------------------------------------------------------- | ------ |
|      | États-Unis       | Mark Griffith Karl Heger Byron Smith Ryan Weston              | 35.07  |
|      | Allemagne        | Jorg Gehrke Uwe Marquardt Dennis Luxon Michael Dobert         | 34.60  |
|      | Canada           | Chris Mitruk Ryan Ward Scott Fischer Jeremy Brock             | 34.01  |
| 4    | Nouvelle-Zélande | Justin Dougal Chris Ormandy Steven Vette Marcus Leslie        | 33.33  |
| 5    | Suède            | Martin Innala Mathias Lindeberg Nils Melkerud Douglas Jansson | 29.40  |

### Femmes

#### Trampoline individuel
| Rang | Gymnaste                 | Pays        | Points |
| ---- | ------------------------ | ----------- | ------ |
|      | Irina Karavaeva          | Russie      | 108.90 |
|      | Oxana Tsiguleva          | Ukraine     | 108.10 |
|      | Anna Dogonadze-Lilkendey | Allemagne   | 106.40 |
| 4    | Elena Movchan            | Ukraine     | 104.80 |
| 5    | Natalia Chernova         | Russie      | 104.50 |
| 6    | Natalia Karpenkova       | Biélorussie | 103.20 |
| 7    | Karen Cockburn           | Canada      | 102.60 |
| 8    | Ekaterina Khilko         | Ouzbékistan | 102.60 |

#### Trampoline par équipe
| Rang | Pays        | Gymnastes                                                              | Points |
| ---- | ----------- | ---------------------------------------------------------------------- | ------ |
|      | Russie      | Irina Karavaeva Natalia Chernova Marina Mourinova Tatiana Kovaleva     | 113.50 |
|      | Ukraine     | Oxana Tsyhuleva Olena Movchan Oxana Verbitskaya                        | 113.20 |
|      | Biélorussie | Galina Lebedeva Liudmila Padasenko Natalia Karpenkova Tatiana Petrenia | 110.30 |
| 4    | Allemagne   | Tina Ludwig Irmgard Erl Nicole Maintz Anna Dogonadze-Lilkendey         | 109.50 |
| 5    | Royaume-Uni | Claire Wright Kirsten Lawton Jaime Moore Vicky Pollard                 | 107.60 |

#### Trampoline synchro
| Rang | Gymnaste                             | Pays        | Points |
| ---- | ------------------------------------ | ----------- | ------ |
|      | Oksana Tsyhoulova Elena Movchan      | Ukraine     | 133.10 |
|      | Tina Ludwig Anna Dogonadze-Lilkendey | Biélorussie | 132.90 |
|      | Natalia Chernova Irina Karavaeva     | Russie      | 131.90 |
| 4    | Natalia Karpenkova Galina Lebedeva   | Biélorussie | 130.30 |
| 5    | Claire Wright Kirsten Lawton         | Royaume-Uni | 128.20 |
| 6    | Sylwia Durlik Marta KubiaK           | Pologne     | 126.10 |
| 7    | Jennifer Sans Jennifer Parilla       | États-Unis  | 125.80 |
| 8    | Karen Cockburn Lydia Zanon           | Canada      | 123.20 |

#### Tumbling
| Rang | Gymnaste              | Pays        | Points |
| ---- | --------------------- | ----------- | ------ |
|      | Elena Bloujina        | Russie      | 79.69  |
|      | Chrystel Robert       | France      | 78.07  |
|      | Melanie Avisse        | France      | 76.17  |
| 4    | Amanda Lentz          | États-Unis  | 75.87  |
| 5    | Kathryn Peberdy       | Royaume-Uni | 74.37  |
| 6    | Melanie Thompson      | Royaume-Uni | 73.97  |
| 7    | Tatiana Chakhnovskaia | Russie      | 73.97  |
| 8    | Lajeana Davis         | États-Unis  | 71.63  |

#### Tumbling par équipe
| Rang | Pays        | Gymnastes                                                                    | Points |
| ---- | ----------- | ---------------------------------------------------------------------------- | ------ |
|      | Russie      | Yelena Bluzhina Tatyana Zhachnovskaya Natalya Rachmanova Viktoriya Danilkina | 77.46  |
|      | France      | Mélanie Avisse Chrystel Robert Mariama N'Dour Peggy Pachy                    | 75.77  |
|      | Ukraine     | Olena Dribna Olena Chabanenko Tatyana Zhutodup Oksana Vstretyentseva         | 75.24  |
| 4    | États-Unis  |                                                                              | 74.17  |
| 5    | Royaume-Uni |                                                                              | 73.16  |

#### Double mini-trampoline
| Rang | Gymnaste           | Pays       | Points |
| ---- | ------------------ | ---------- | ------ |
|      | Lisa Colussi-Miruk | Canada     | 22.40  |
|      | Marina Mourinova   | Russie     | 21.47  |
|      | Erin Maguire       | États-Unis | 21.27  |
| 4    | Alla Trifonova     | Russie     | 21.13  |
| 5    | Jacinta Harford    | Australie  | 20.60  |
| 6    | Ilse Despriet      | Belgique   | 20.47  |
| 7    | Kathrin Deuner     | Allemagne  | 20.33  |
| 8    | Raquel Pinto       | Portugal   | 20.10  |

#### Double mini-trampoline par équipe
| Rang | Pays       | Points |
| ---- | ---------- | ------ |
|      | Portugal   | 31.13  |
|      | Australie  | 30.92  |
|      | Canada     | 29.67  |
| 4    | Bulgarie   | 28.6   |
| 5    | États-Unis | 28.20  |